# Готовець Кирило Валерійович
Кирило Валерійович Готовець (25 червня 1991, м. Мінськ, Білорусь) — білоруський хокеїст, захисник. Виступає за «Рокфорд АйсХогс» у Американській хокейній лізі (АХЛ).  
Виступав за «Юніор» (Мінськ), Корнельський університет (NCAA), «Мілвокі Адміралс» (АХЛ), «Рокфорд АйсХогс» (АХЛ), «Інді Ф'юел» (ECHL).
У складі національної збірної Білорусі учасник чемпіонатів світу 2010, 2011 і 2014 (13 матчів, 0+0). У складі молодіжної збірної Білорусі учасник чемпіонатів світу 2010 (дивізіон I) і 2011 (дивізіон I). У складі юніорської збірної Білорусі учасник чемпіонатів світу 2008 і 2009 (дивізіон I).